# Anophthalmoonops thoracotermitis
Genre
Espèce
Anophthalmoonops thoracotermitis, unique représentant du genre Anophthalmoonops, est une espèce d'araignées aranéomorphes de la famille des Oonopidae.

## Distribution
Cette espèce est endémique d'Angola.

## Description
Cette espèce est aveugle et se rencontre dans les termitières.

## Publication originale
- Benoit, 1976 : Un nouveau genre d'Oonopidae, termitobie et aveugle, en Afrique Centrale. Revue de zoologie africaine, vol. 90, p. 177-180.